# Ladainha
Ladainha es un municipio brasileño del estado de Minas Gerais. Su población estimada en 2006 era de 15.267 habitantes con un área de 865(km²) (fuente: IBGE).
Localizado en el Valle del Mucuri, Ladainha llama la atención por la exuberancia de sus bosques, excepcionalmente preservados alrededor de la ciudad, por las cascadas y por la enorme piedra conocida como "Marta Roca", que se levanta del bosque y es visible de todos los puntos de la ciudad. El municipio alberga, desde 2006 una reserva indígena maxacali con cerca de 200 habitantes. 